# Expedición de Hume y Hovell

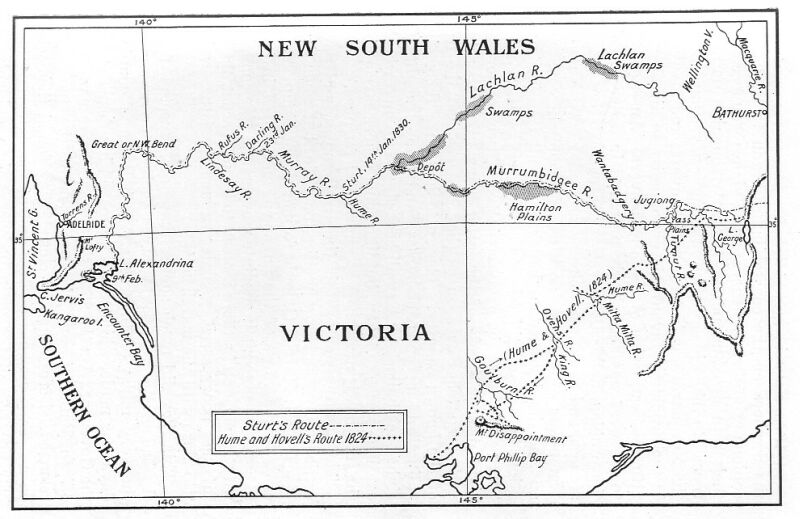
La Expedición de Hume y Hovell de 1824 en la línea punteada.

La Expedición de Hume y Hovell fue una de las expediciones más importantes realizadas en el este de Australia. En 1824, el gobernador de Nueva Gales del Sur, Sir Thomas Brisbane, encomendó a Hamilton Hume y al excapitán de la Royal Navy, William Hovell, a que lleven a cabo una exploración en el sur de la colonia en búsqueda de tierras nuevas para pastado, además de tratar de responder el misterio del destino final de los ríos occidentales de Nueva Gales del Sur.
El agrimensor general, John Oxley, aseguraba que ningún río podía desembocar en el mar entre Cabo Otway y el Golfo de Spencer, y que las tierras al sur del paralelo 34 eran 'inhabitables y sin absolutamente ningún uso para los hombres civilizados', y durante esa época la exploración en esta dirección era muy desalentada. En 1824, el nuevo gobernador, Sir Thomas Brisbane, quien no estaba convencido de las afirmaciones de Oxley, ofreció desembarcar a un grupo de prisioneros cerca del Promontorio de Wilson y les ofreció su libertad, además de pedazos de tierra, a aquellos que puedan llegar a Sídney por tierra.
Alexander Berry recomendó al gobernador que contrate los servicios del Sr. Hume para que lidere la exploración. El Sr. Hume rechazó la tarea pero ofreció a cambio, si se le proveía de caballos y hombres, ir desde el lago George hasta el Estrecho de Bass. Esto no se llevó a cabo, pero poco después, Hume y el Capitán Hovell acordaron llevar juntos una expedición en esa dirección. Consiguieron hombres, caballos y bueyes; el gobierno les proveyó albardas, toldos, carpas, armas, municiones y mapas rudimentarios de la zona.
Ambos líderes poseían habilidades especiales, y era razonable esperar que su asociación sería muy ventajosa. Sin embargo, este no fue el caso. Los dos hombres se veían como rivales y tuvieron desacuerdos desde un principio, discutieron a lo largo de todo el viaje y mantuvieron una acérrima enemistad hasta su muerte.

## El equipo
Además de Hume y Hovell, había otros seis miembros convictos en la expedición. Estos hombres jugaron un importante rol en el éxito de la expedición.
- Claude Barrois (listado como Bossawa en los registros), se convirtió en uno de los hombres de Hume poco antes de iniciarse la expedición. Nunca se casó y murió en el Hospital de Convictos de Sídney en 1841.

- Henry Angel, otro de los hombres de Hume. Se le otorgó su libertad en julio de 1825.[3] En 1828 acompañó a Hume en otra expedición con Charles Sturt.

- James Fitzpatrick, otro hombre de Hume. Más adelante tomaría tierras entre Cootamundra y Gundagai; más adelante compraría la estación 'Glenlee'cerca de Campbelltown. Murió a sus 86 años.

- William Bollard, fue uno de los sirvientes asignados a Hovell. Nunca se casó y murió en Penrith, NSW en 1868.

- Thomas Smith, otro de los sirvientes de Hovell. Más adelante se casaría con Sarah Dean, con quien tuvo dos hijos. Murió en Eastern Creek, NSW en 1837.

- Thomas Boyd, conocido por Hume por ser un respetado jinete, bosquimano y nadador, era en ese entonces un trabajador de la familia Kennedy y Hume hizo los arreglos para que se pueda unir a la expedición como uno de los hombres de Hovell. Regresó al distrito de Tumut y se asentó en Gilmore Creek. Se casó, tuvo 12 hijos y murió en Windowie, cerca de Tumut, el 27 de junio de 1885 a sus 86 años. Está enterrado en el Cementerio de Pioneros de Tumut, en donde aún existe la piedra que marca su lugar de entierro.

## Equipamiento
Se considera que la expedición fue financiada en forma privada; sin embargo, el Gobernador Brisbane proveyó seis albardas, una carpa de tela de Parramatta, dos toldos, una bolsa para desechos para cada uno de los hombres, unas cuantas herramientas, una pequeña cantidad de armas y municiones, y dos mapas vacíos para que puedan registrar su travesía; todo por un valor de 50 libras.
Sus suministros eran los siguientes: 7 albardas, 1 silla de montar, 8 armas, 6 libras de pólvara, 60 rondas de of municiones, 6 cobijas, 2 toldos, 1 carpa, 1200 lbs de harina, 350 lbs de cerdo, 170 lbs azúcar, 38 lbs té & café, 8 lbs de tabaco, 16 lbs de jabón, 20 lbs de sal, 8 galón de ron, 1 falso horizonte, 1 sextante, 3 brújulas de bolsillo, 1 carreta, y utenciliios de cocina.

## Partida
El 2 de octubre de 1824, Hovell y Hume se encontraron en la casa de Hume en Appin, y comenzaron su expedición. El grupo completo estaba compuesto de ocho personas, el Sr. Hume y sus tres hombres, Claude Bossowa, Henry Angel y James Fitzpatrick; además del Sr. Hovell y sus tres hombres, Thomas Boyd, William Bollard y Thomas Smith.
Llegaron a la estación de Hume cerca del lago George el 13 y comenzaron su travesía el 17. El 18 acamparon cerca de Cooma Cottage, el lugar en donde Hume viviría más adelante. El 19 pasaron Yarrh - o las Llanuras de Yass, como son conocidas hoy en día.
Su primer gran obstáculo fue el cruzar el río Murrumbidgee, el cual se encontraba completamente desbordado en ese momento. La madera de los árboles que crecían en las orillas de este río eran demasiado pesadas para flotar, por lo que Hume decidió crear un pequeño bote con el armazón de una de las carretas. El primero en cruzar el río fue Boyd, quien lo hizo nadando con una cuerda en los dientes que estaba amarrada a otra lo suficientemente larga como para cruzar el río de orilla a orilla. Fue un trabajo peligroso, ya que la corriente era fuerte. Finalmente lograron hacerlo, cruzando a salvo a todos los hombres, carga y ganado.
El 24 de octubre llegaron a lo que parecía una barrera montañosa impenetrable. Hubo una discusión entre los líderes sobre la mejor ruta para cruzarla que terminó en la división del grupo en dos. Los suministros fueron repartidos, y se prepararon para cortar una de sus carpas en dos. Hume y Hovell forcejearon la sartén, el cual se rompió en sus manos, uno tomando la parte metálica y el otro el mango. Sin embargo, más adelante, Hovell regresó con Hume cuando se dio cuenta de que había cometido un error.
Hume, junto con dos hombres y siguiendo una serie de charcos, llegó a una sima por la cual todo el grupo descendió después. El 31 de octubre llegaron al extremo occidental de la meseta. El descenso fue relativamente complicado, y al hacerlo los bueyes demostraron ser más efectivos para viajar por terreno montañoso que los caballos. El 6 de noviembre avistaron los Alpes Australianos, pasando por tierras muy ricas, llenas de canguros y otros animales, además de frecuentes huellas de aborígenes; y el martes 16 de noviembre, dieron en forma repentina con las orillas de un "gran río".
Hume fue el primero en avistar el río, cerca de Albury y lo llamó el Hume (hoy en día el río Murray), en honor a su padre, el comisario. Este río, en donde lo vieron por primera vez, tenía cerca de 80 metros de ancho y una profundidad considerable. La corriente era de unos cinco kilómetros por hora y el agua era clara. El río era serpentino y sus orillas estaban cubiertas con vegetación.
Improvisaron un bote cubierto con un toldo, pero nadie estaba muy ansioso por cruzar el río en un bote tan frágil. "¡Si no haces lo que te digo, te lanzaré yo mismo!", le gritó Hume a Hovell. Y así fue que finalmente cruzaron y continuaron su travesía en lo que hoy en día es el estado de Victoria.
Después siguieron hacia el sur cruzando el río Ovens y el río Goulburn utilizando una ruta más hacia el este de la actual Autopista Hume y cerca de la base de Mount Buffalo. Llegaron a la Gran Cordillera Divisoria en una sección de terreno accidentado cerca de Mount Disappointment tras seguir un sendero aborigen que más o menos sigue la ruta del actual camino entre Yea y Kinglake. Desde la cima de Mount Disappointment observaron un incendio forestal y no pudieron encontrar una ruta para cruzar la cordillera. Luego se volvieron sobre sus pasos hasta lo que hoy en día es el camino del Arroyo Strath en Flowerdale y desde allí se dirigieron al oeste a lo largo del Arroyo Sunday hasta Mount Piper cerca de Broadford.

## Cruzando la Cordillera
Hume y Hovell trataron nuevamente de cruzar la Cordillera Divisoria y finalmente lo lograron en Pretty Sally. En los siguientes días cruzaron las llanuras volcánicas al norte y al oeste de Melbourne. Continuaron hacia el sur en dirección del cruce entre el río Maribyrnong y el Arroyo Jacksons.
Poco después llegaron a Corio Bay, al cual los aborígenes llamaba 'Iramoo Downs', cerca de la ubicación actual de Geelong. Debido a sus instrumentos defectuosos, Hovell pensó que había llegado a Western Port, la bahía grande y más al este que había sido descbuierta por Matthew Flinders y George Bass en 1798. Veintidós años después, en 1825, James Meehan, quien había acompañado a John Murray en su exploración de la Bahía de Port Phillip 18 meses atrás, le diría a Hume que no había islas grandes en Port Phillip, y por lo tanto habían llegado a Port Phillip y no Western Port como Hovell había insistido.
Pasaron tres días allí recuperando fuerzas antes de volver sobre sus pasos para volver a Sídney, llegando a la estación de Hume cerca del lago George el 18 de enero de 1825.
El Coronel Stewart, el Capitán S. Wright y el Teniente Burchell fueron enviados en el H.M.S. Fly (del Capitán Wetherall) y los bergantines Dragon y Amity, con órdenes de desembarcar en Western Port y establecer una colonia el 18 de noviembre de 1826. Tomaron a varios convictos y una pequeña fuerza compuesta de destacamentos de los regimientos 3.º y 93.º. Junto a este grupo estaba Hovell, quien habían viajado por tierra desde Sídney hasta Port Phillip a unas 12 millas del actual pueblo de Geelong junto a Hamilton Hume el año anterior. Hovell había insistido que era Western Port, no Port Phillip, lo que habían visitado en esa ocasión; pero luego de examinar las aguas en la expedición del Coronel Stewart se dio cuenta rápidamente de su error.

## Regreso a Sídney
Las relaciones entre Hume, quien era parte de la primera generación de australianos, y el inglés Hovell se habían deteriorado, y se apresuraron en llegar a Sídney cada uno por su cuenta para recibir todo el crédito por sus descubrimientos. Llegaron en enero, y ambos recibieron grandes extensiones de tierra como recompensa por parte del gobernador Brisbane. Más adelante publicaron historias contradictorias sobre el viaje, cada uno diciendo que fueron los líderes de la expedición, pero hoy en día Hume es el mejor recordado de los dos.
La expedición de Hume y Hovell desmintió la visión ampliamente aceptada de que el interior de Australia era territorio salvaje inhabitable. Encontraron abundantes extensiones de tierra para pastado entre el Murrumbidge y el Murray, y también en Victoria. Poco después grandes cantidades de colonos siguieron su ruta, la cual es hoy en día la Autopista Hume entre Sídney y Melbourne vía Albury. No obstante, su expedición solo acentuó el misterio de los ríos occidentales.

## La ruta

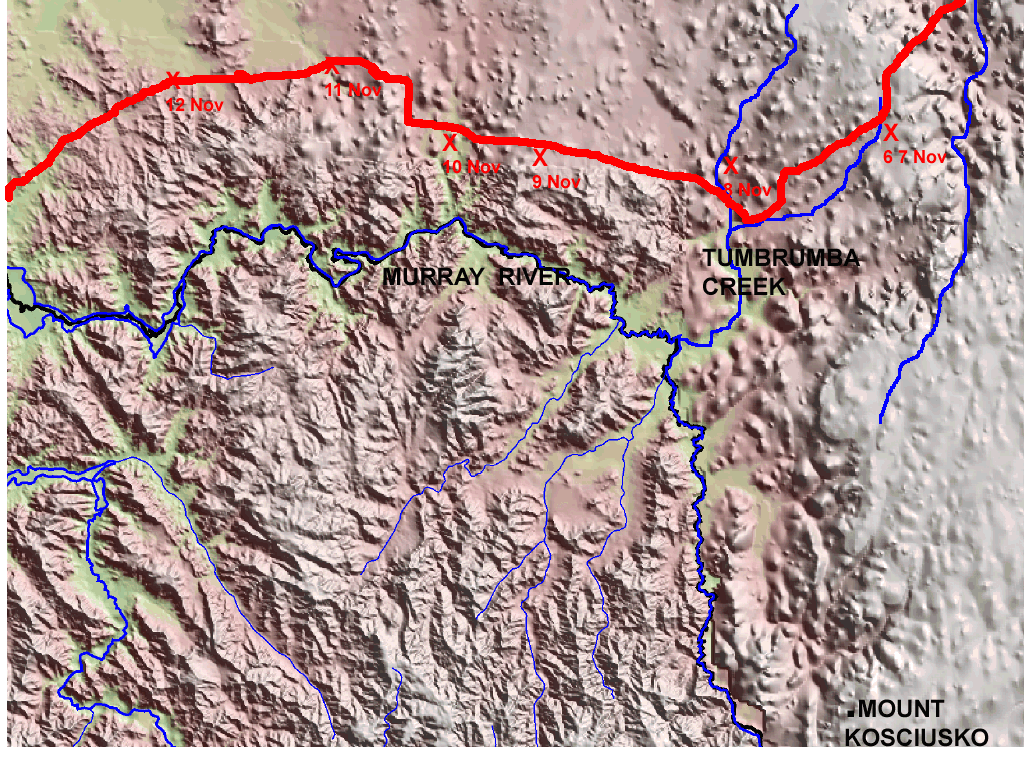
Ruta de la expedición de Hume y Hovell del 5 al 12 de noviembre de 1824
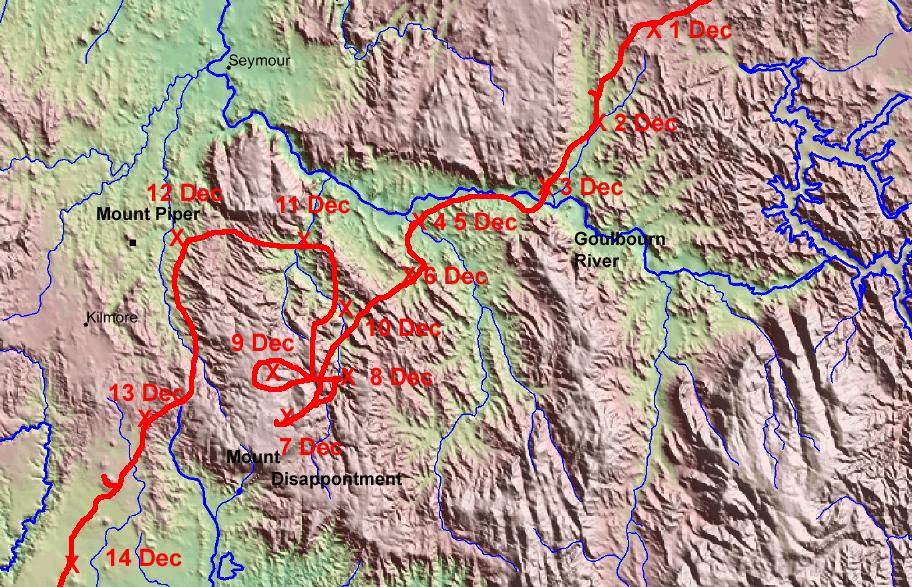
Ruta de la expedición de Hume y Hovell del 1 al 14 de diciembre de 1824
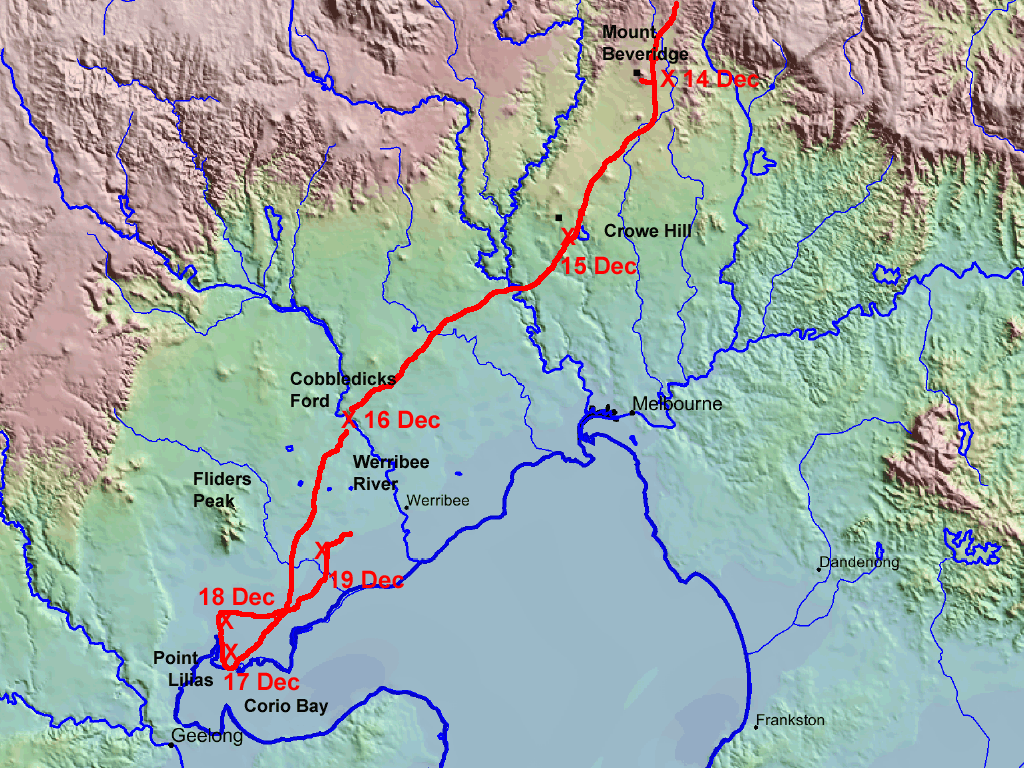
Ruta de la expedición de Hume y Hovell del 15 al 19 de diciembre de 1824

## Monumentos
Dentro del área del Gran Melbourne existen varios monumentos que conmemoran la ruta de la expedición de Hume y Hovell en Beveridge, Greenvale, St. Albans, Werribee, Euroa y Lara. También existen monumentos en otras áreas en el noreste de Victoria.

### Beveridge, Victoria
El monumento en Beveridge fue construido para conmemorar el lugar en donde Hume y Hovell avistaron el mar por primera vez.

### Euroa, Victoria
Monumento en Euroa.

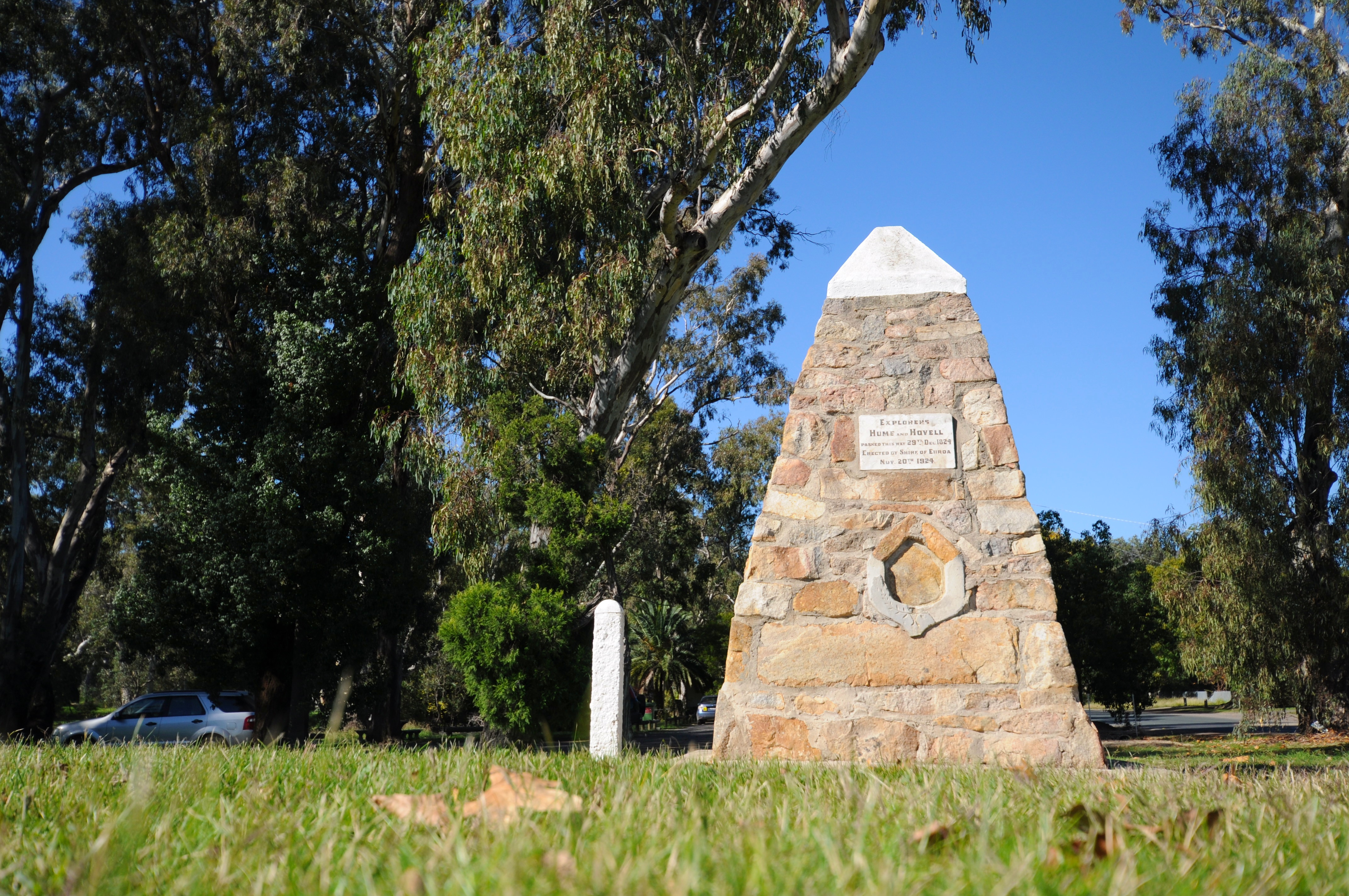
Monumento de Hume y Hovell en Euroa.

### Lara, Victoria
Monumento en Lara.

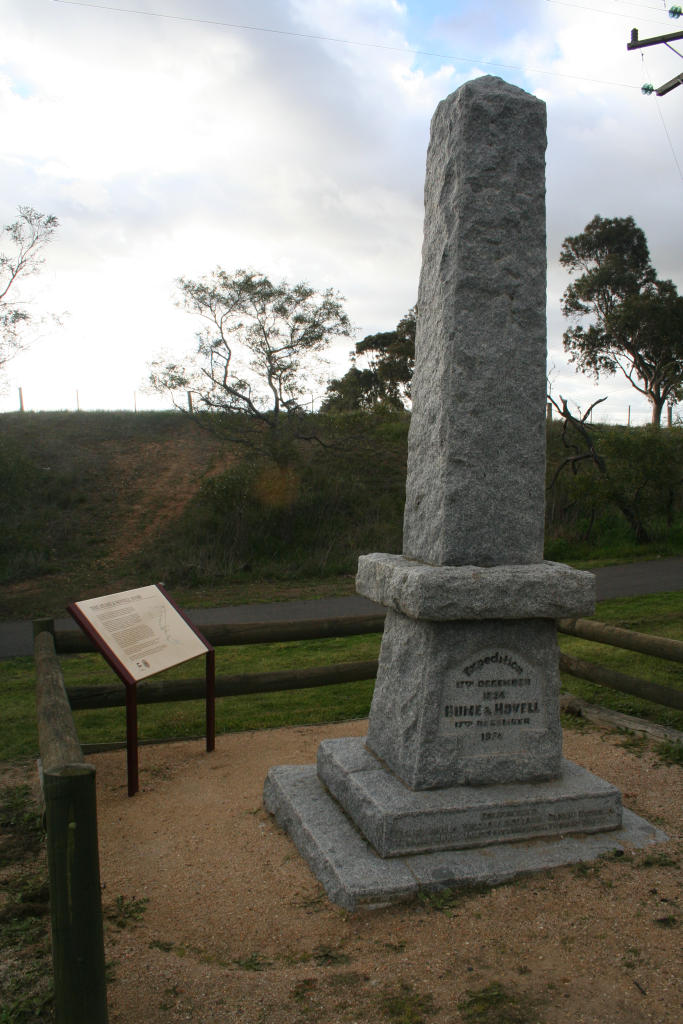
Monumento de Hume y Hovell en Lara.